# Андросов, Василий Петрович
Васи́лий Петро́вич Андро́сов (16 [28] апреля 1803, Рославль, Смоленская губерния, Российская империя — 20 октября [1 ноября] 1841, Москва, Российская империя) — русский статистик, педагог, редактор и издатель Российской империи.

## Биография
Василий Андросов родился 16 (28) апреля 1803 в Рославле (Смоленская губерния). Получив первоначальное образование в Смоленской гимназии, Василий Андросов с сентября 1819 по июль 1824 года учился на отделении нравственных и политических наук Московского университета. В 1824 году, награждённый золотой медалью, он был выпущен из университета со степенью кандидата.
Уже его первая научная публикация, «Рассуждение о Кантовой философии» («Вестник Европы», 1826), принесла ему известность в мире московских учёных.
По окончании Московского университета был учителем географии и статистики в Московской земледельческой школе и в 1827—1829 годах занимал в ней должность товарища директора. В это время по желанию президента Московского общества сельского хозяйства князя Голицына Андросов написал для учеников земледельческой школы руководство «Хозяйственная статистика России» (Москва, 1827), в которой систематизировал все разбросанные данные тогдашнего отчизноведения. Книга эта, отзыв о которой давали академики Шторх и Герман, была удостоена посвящения императору Николаю І и напечатана за казённый счёт, причём сам автор был награждён бриллиантовым перстнем. Состоял чиновником особых поручений при московском военном генерал-губернаторе князе  Голицыне и состоял на этой должности до конца жизни.
В 1824—1829 годах печатался в «Земледельческом журнале». Участник альманаха «Северная лира на 1827 год».
В 1828 году Андросов участвовал в редакции русскоязычного литературно-критического журнала М. Г. Павлова «Атеней». В 1835—1837 годах редактировал «Московский наблюдатель», а затем (со 2-й книжки) стал и издателем этого журнала. Журнал не пользовался большим успехом у читателей и через 3 года был передан в другие руки.
В 1829 году Андросов был назначен секретарём образовавшегося тогда в Москве комитета по сортировке русской шерсти. С 1831 года по 1839 год издавал «Журнал для овцеводов» — в то время весьма известный и распространенный в России, где опубликовал 132 статьи, посвящённые проблемам этой отрасли животноводства.
Главным трудом Андросова стала работа «Статистическая записка о Москве» (1832), созданная по поручению московского военного генерал-губернатора князя Голицына, в которой отмечались недостатки в разных сферах жизни города. Этот труд вызвал активную полемику с участием М. П. Погодина, Н. А. Полевого, А. П. Толстого.
Первые поэтические опыты Андросова относятся к 1822 году. В начале 1830-х годов опубликовал первое прозаическое произведение. В начале 1820-х годов тесно сотрудничал с редакцией журнала «Московский вестник», а в 1835 году издавал журнал «Московский наблюдатель», где помещал критические (в том числе и собственные) статьи, опубликовал резкую сатиру А. С. Пушкина «На выздоровление Лукулла» (1835), поддерживал пушкинский «Современник». В 1838 году в связи с материальными проблемами уступил право издания типографу Николаю Степанову, номинально оставшись редактором (фактическое руководство журналом перешло к В. Г. Белинскому). В 1839 году окончательно прекратил издательскую деятельность. В 1834 году был избран членом Общества любителей Российской словесности.
В конце жизни занимался собиранием материалов для истории цивилизации России.
Умер 20 октября (1 ноября) 1841 года на 39-м году жизни и был похоронен на Ваганьковском кладбище (уч. 2).
Облик В. П. Андросова был запечатлён Василием Тропининым. Однако в настоящее время местонахождение этого портрета неизвестно.

## Избранная библиография
- Хозяйственная статистика России. — М., 1827
- Статистическая записка о Москве — М., 1832
- Производимость и живые силы (1835 г., ч. I, С. 33—52);
- Свеклосахарное производство в России (1835 г. ч., І, С. 551);
- Статистические записки о внешней торговле России // сост. Григорием Неболсиным (1836 г., ч. 6, С. 161);
- Как пишут критику (1836 г., ч. VI, С. 470);
- О «Ревизоре» Гоголя (1836 г., ч. VII, С. 120)